# نولنتو
نوُلِنتو (به ایتالیایی: Nuvolento) یک کومونه در ایتالیا است که در استان برشا واقع شده‌است. نولنتو ۷ کیلومتر مربع مساحت و ۴٬۰۸۰ نفر جمعیت دارد و ۱۷۶ متر بالاتر از سطح دریا واقع شده‌است.